# Včelní Hrádek
Včelní Hrádek s hospodářským dvorem stával nad soutokem Chotouňského potoka a Sázavy v katastru obce Jílové. Zbytky objektu nesou číslo popisné 1 jílovské místní části Kabáty.

## Historie

### Tvrz
Před husitskými válkami stávala na místě zámku tvrz, který byla nazývána Hrádek. Listina z roku 1045, která se později ukázala být padělkem, zmiňuje, že Hrádek měl sloužit k ochraně lidí, kteří v okolí dobývali zlato. První písemná zmínka je až z roku 1402, kdy je uváděna jako Nussberk, a tehdejší majitel Jan Šimonův (pocházel z pražského rodu Štuků) ji s příslušenstvím prodal Jakubu Srbovi z Budyšína. V 15. století je uváděn pouze les či dvůr Hrádek, nikoliv tvrz. Ta pravděpodobně zpustla za husitských válek (dle Jiřího Úlovce se tak stalo až v závěru 16. století). Ve 30. a 40. letech 15. století ji drželi Markvartové z Hrádku a po nich Václav Valečovský. V roce 1458 Hrádek získal pražský měšťan a podkomoří krále Samuel Velvara, později známý jako Samuel z Hrádku a Valečova, od nějž jej roku 1484 odkoupil Václav Holec z Květnice. Na začátku 16. století byl ve vlastnictví mincmistra Viléma Kostky z Postupic a poté se zde majitelé střídali. V letech 1590-1591 byl majetkem alchymisty Eduarda Kelleyho a po konfiskaci Hrádek koupil Kryštof Želinský ze Sebuzína. Za třicetileté války zpustl také dvůr a k jeho obnově došlo až roku 1695 jílovským primasem Ignácem Schönpflugem, jenž jej brzy poté prodal měšťanu Václavu Nigrínovi.

### Zámek
V 18. století došlo k častému střídání majitelů, až se v roce 1789 novým majitelem stal hejtman Karel Josef z Bienenberku, jenž nedaleko bývalé tvrze nechal postavit zámek, který podle něj nesl název Včelní Hrádek. Karel Josef zde shromáždil řadu starožitností a památky na sv. Prokopa. Počátkem 19. století vlastnil zámek purkmistr Jílového Prokop Bayer, kterého jeho otec Ferdinand Bayer pojmenoval právě po patronu zámecké kaple. Schematismus a statistika statků velkých a rustikálních v království Českém z roku 1902 uvádí jako majitele zámku s kaplí a parkem pražského radního a majitele realit Juc. Karla Židlického ze zámožné rodiny vlastnící velkostatek v Tróji a ostrov Štvanici. Židlický koupil Hrádek v roce 1899 za 110 000 zlatých, interiér upravil na letní byty, zřídil restauraci a udělal ze zámku oblíbené výletní místo Pražanů. Schematismus uvádí i výměry hospodářství v hektarech: polí 6416, luk 4,03, parku a zahrad 1,92, les a žulové lomy 43,16, rybníka 0,95, zastavěné půdy 0,97, úhrnem 115,19 s ročním výnosem 3200 korun. Prosperující hospodářství nabízelo obilí, mléko a brambory, v roce 1907 se např. objevil v Národní politice inzerát, že Včelní Hrádek prodá 50 podsvinčat. V roce 1909 koupil Včelní Hrádek za 123 000 již od Václava Syrového známý továrník Gustav Pelly (1862–1926), majitel vyhlášené likérky na Kladně. Po něm jej až své smrti v roce 1939 vlastnil organizátor radikálního studentského hnutí a národně socialistický politik a nakladatel Judr. Rudolf Brož (1880–1939), k němuž pravidelně zajížděl na letní byt pražský stavitel architekt Václav Benedikt (1896–1940). Roku 1947 získalo město Jílové, které v něm zřídilo nájemní byty. Od konce 70. zůstal zámek zcela opuštěn. Vnitřní vybavení bylo rozkradeno, narušeny byly rovněž konstrukce krovu. Následovalo zborcení střechy, stropů patra i přízemí a rovněž částí obvodového zdiva. Informace o tom, že byl zchátralý zámek v roce 1990 zcela zbořen není pravdivá, jeho zříceniny doposud existují. Některé hospodářské a obytné budovy ve zchátralém stavu také dosud stojí a malý rybníček v bývalém parku je rovněž zachován.

## Památné stromy
V bývalém parku u Včelního Hrádku jsou dva památné stromy (buk lesní červenolistý a jírovec maďal, viz seznam).

## Dostupnost
Včelní Hrádek je vzdálen cca 850 metrů od nádraží Jílové u Prahy na železniční trati Praha – Vrané nad Vltavou – Čerčany. Zříceniny zámečku jsou ukryty v lesním porostu vlevo od místní komunikace, po níž vede žlutě značená turistická cesta z jílovského nádraží k rozcestí v Horním Studeném, odkud lze pokračovat po modré značce a po naučné stezce Jílovské zlaté doly na náměstí v Jílovém u Prahy. Přístup ke zříceninám není nikterak vyznačen a je zarostlý.